# Zwiespalt (Schwarz)
Zwiespalt (Schwarz) ist das vierte Soloalbum des Berliner Rappers Basstard. Es wurde am 12. Juni 2009 als Doppel-Album über das Independent-Label Horrorkore Entertainment veröffentlicht und wird durch Soulfood Music Distribution GmbH vertrieben. Zuvor erschien unter dem Titel Monster Monster die erste Single des Rappers. Der Stil des Albums ist das Hip-Hop-Subgenre Horrorcore. Nach Veröffentlichung des Albums Zwiespalt (Grau), ist Zwiespalt (Schwarz) der zweite Teil einer Album-Trilogie, die der Rapper 2011 mit Zwiespalt (Weiss) vollendete.

## Konzept
Konzeptuell sollen die drei Teile der „Zwiespalt“-Trilogie verschiedene musikalische Ausrichtungen des Rappers Basstard abdecken. Während Zwiespalt (Weiss), welches als drittes veröffentlicht wurde, positive Stücke enthalten wird, diente Zwiespalt (Grau), mit dessen Veröffentlichung die Album-Trilogie 2008 begann, dazu, verschiedene Themenbereiche, mit positiven wie negativen sowie persönlichen und politischen Stücken abzudecken. Mit Zwiespalt (Schwarz) orientiert sich Basstard am Musik-Genre des Horrorcores, das Themen wie Mord, Tod oder Okkultismus aufgreift. In einem Interview vor Erscheinung von Zwiespalt (Schwarz) kündigt der Rapper dieses als „das wütendste und böseste Album“, das er je gemacht habe, an. Der in den Titeln der Alben aufgegriffene Begriff „Zwiespalt“ beschreibe die gute und böse Seite, die jedem Menschen innewohnt. Obwohl die Fertigstellung der Aufnahmen für Zwiespalt (Weiss) vor Zwiespalt (Schwarz) abgeschlossen wurden, entschied sich Basstard dazu, die Veröffentlichung von Zwiespalt (Schwarz) vorzuziehen.

## Titelliste
| CD 1 | CD 2 |
| --- | --- |
| 1. Interview mit einem Monster (feat. Marc Leopoldseder) – 2:19 2. Hallo – 2:53 3. Monster Monster (feat. Papa Geno) – 4:01 4. Camera Obscura (feat. Orgi und Papa Geno) – 3:55 5. Der Zirkus (feat. Medizin Mann) – 4:37 6. Begegnung der 3. Art – 4:15 7. Bis in den Tod (feat. Menajah2 und Medizin Mann) – 4:41 8. 666 Wege (feat. B-Tight) – 3:39 9. Kannibalismus (feat. K-Fik) – 3:25 10. Lied vom Sensenmann (feat. Papa Geno) – 5:04 11. Sturm – 4:06 12. Nahe Zukunft – 3:55 13. Viva la Revolucione (feat. Muhabbet Ali und Med Guevara) – 3:29 14. Der Messias (Mirin Dajo) (feat. Sicc) – 4:41 15. In der kleinen Stadt (feat. Papa Geno) – 3:20 16. Der dunkle Puppenspieler – 5:30 17. Ade – 6:57 | 1. Hafenbeckenschlächter (feat. Prinz Pi) – 4:18 2. Horrorkore Anthem (feat. Adden und Medizin Mann) – 4:00 3. Medusa (feat. Dystrust) – 4:37 4. Gut & Böse 2 (feat. MC Bogy und Medizin Mann) – 4:39 5. Kryptonit (feat. Medizin Mann) – 3:29 6. Tschak Norriz (feat. Orgi und Tony D) – 4:02 7. Eigene Welt 2 (feat. Blokkmonsta und Uzi) – 4:35 8. Paranormal (feat. Dystrust und Medizin Mann) – 6:08 9. Fick 1. Mai (feat. Tony D) – 3:30 10. Schwarz (feat. Kaisa) – 3:11 11. Outro – 0:10 |

## Texte
Im Intro Interview mit einem Monster wird Basstard von dem Juice-Redakteur Marc Leopoldseder aufgesucht und befragt. Während dieser Befragung wechselt Basstard zwischen den beiden Perspektiven der normalen Person und des „Monsters“.
Der Titel Der Messias (Mirin Dajo) behandelt die Wiederauferstehung des Messias nach der Kreuzigung. Im Refrain ruft Basstard aus, man solle beten, dass er den Menschen die Hinrichtung verzeiht. Basstard widmete das Stück dem Niederländer Mirin Dajo, der sich 1947 vor Zuschauern mit einem Florett durchbohren ließ, ohne dass es zu Blutungen oder Verletzungen gekommen sein soll. Nach einem der weiteren Präsentationen vor Publikum, verstarb Dajo. In einem Interview erklärte der Rapper seine Ansicht, Dajo sei der wiederauferstandene Jesus gewesen, da auch dieser Frieden gepredigt habe. Des Weiteren äußerte Basstard, dass ihm das Stück Der Messias (Mirin Dajo) Angst einflöße, da er Dajo erst nach Fertigstellung des Titels kennengelernt habe.

## Produktion
Die Grundlage der Lieder bilden Hip-Hop-Beats, die von verschiedenen Musikern produziert wurden. Während auf dem ersten Teil der Zwiespalt-Trilogie der Berliner Woroc mit drei Titeln am Häufigsten vertreten ist, hatte er an der Produktion von Zwiespalt (Schwarz) keine Beteiligung. Der Hauptproduzent des Albums ist High Hat, der die Beats der Lieder Hallo, Monster Monster, Begegnung der 3. Art, Bis in den Tod, Viva la Revolucione, Ade und Horrorkore Anthem sowie, in Zusammenarbeit mit DJ Korx, Lied vom Sensenmann und In der kleinen Stadt und gemeinsam mit Dystrust Medusa und Paranormal beigesteuert hat. Neben Dystrust und High Hat war auch Satanatas an der Entstehung des Lieds Paranormal beteiligt. Er hat außerdem Interview mit einem Monster produziert. Ein weiterer Großteil der Stücke ist mit einem Beat von Hustle Heart unterlegt. Sie sind auf den Titeln Der Zirkus, 666 Wege, Gut & Böse 2, Kryptonit, Fick 1. Mai und Schwarz zu hören. SDBY hat Camera Obscura und Eigene Welt 2, Viobeatz Kannibalismus, Kardinal Blunt und F.A.K Sturm, The Ecke & Lloyds Nahe Zukunft und Pasha Geez Der Messias (Mirin Dajo) produziert. Außerdem steuerte Alabassstar den Beat zu Der dunkle Puppenspieler, Djorkaeff und Beatzarre zu Hafenbeckenschlächter und R.a.i.den Beats zu Tschak Norriz bei.

## Vermarktung
Vor Veröffentlichung des Albums, erschien am 15. Mai eine Single zum Stück Monster Monster. Mit dieser veröffentlichte Basstard seine erste Single überhaupt. Monster Monster enthält die Original-Version des Titels, ein Remix des Hip-Hop-Musikers Frauenarzt, ein Remix von DJ Korx, ein Remix von Flash Gorden, ein Remix von High Hat, die Instrumental- und die A-cappella-Version sowie die zusätzlichen Lieder Horrorkore Anthem, Seelenlos und Riechst du das Flüstern 2. Zur Single wurde auch ein Video gedreht, dessen Kosten sich auf 4.000 Euro beliefen. Basstard übernahm die Finanzierung des Clips. Die Internetplattform MySpace lehnte es ab, trotz Verhandlungen mit Basstard im Voraus, den Clip zu Monster Monster zu zeigen.
Für das deutsche Hip-Hop-Magazin Juice nahm Basstard mit den Interpreten Medizin Mann und Papa Geno den Titel Unterwegs zu euch auf. Das Stück wurde von High Hat und Spek produziert und erschien exklusiv auf der Juice-CD #96.

## Kritik
Zwiespalt (Schwarz) wurde nur von Vertretern der Medien, die sich mit deutschem Rap auseinandersetzen, besprochen, außerhalb dessen fand die Veröffentlichung wenig Beachtung. Das Hip-Hop-Magazin Juice bezeichnete das Album als „das bislang beste Album“ von Basstard und verband damit eine Wertung von viereinhalb von möglichen sechs „Kronen“. In der Begründung wird sein, seit der Veröffentlichung seines ersten Tapes, stark verbesserter Flow hervorgehoben. Des Weiteren bedient Basstard die Themen, die der Zuhörer erwarte und verwende Beats, die „immer passend zur jeweiligen Thematik“ seien. Auch die Gastbeiträge fügen sich, aus Sicht der Redaktion, passend in die verschiedenen Konzepte der Stücke ein. Zwiespalt (Schwarz) solle zwar komplett gehört werden, damit der Zuhörer es auf sich wirken lassen könne, aber als besonders hervorzuheben werden die Titel Der dunkle Puppenspieler, Hafenbeckenschlächter, Camera Obscura sowie Fick 1. Mai erwähnt. Zusammenfassend wird in der Rezension zum Ausdruck gebracht, dass es auf Basstards Album viel zu entdecken gebe.